# Coelotes plancyi
Coelotes plancyi là một loài nhện trong họ Amaurobiidae.
Loài này thuộc chi Coelotes. Coelotes plancyi được Eugène Simon miêu tả năm 1880.